# Kult (álbum de Hedningarna)
Kult es el noveno y último álbum de la banda sueca Hedningarna. Fue lanzado en 2016 por Dag Lundqvist, es un álbum recopilatorio de temas grabados entre 1992 y 2006, debido a esto, todos los miembros que ha tenido el grupo aparecen aquí. La mayoría de temas son inéditos mientras que otros ya habían aparecido en álbumes anteriores.

## Lista de canciones
| N.º | Título                        | Duración |  |
| 1.  | «Älgen äter / Hanna - PerOls» | 3:18     |  |
| 2.  | «Renkvist»                    | 2:37     |  |
| 3.  | «Ruoskan roiske»              | 2:50     |  |
| 4.  | «Kanalaulu»                   | 3:10     |  |
| 5.  | «Røjsekatten»                 | 2:53     |  |
| 6.  | «Gyttorp»                     | 2:23     |  |
| 7.  | «Björnlåten»                  | 2:51     |  |
| 8.  | «Ságojohka»                   | 3:25     |  |
| 9.  | «Rieban / Vandringen»         | 5:21     |  |
| 10. | «Stackaren»                   | 2:22     |  |
| 11. | «Itketys»                     | 3:36     |  |
| 12. | «Manattu»                     | 4:02     |  |
| 13. | «Kateen sanat»                | 5:09     |  |
| 14. | «Vettoi»                      | 3:14     |  |
| 15. | «Norra hunna»                 | 3:53     |  |
| 16. | «Bulldog»                     | 5:23     |  |
| 17. | «Suet-olvo»                   | 2:47     |  |
| 18. | «Kuule kuu»                   | 5:04     |  |
| 19. | «Hiien hurtta»                | 2:47     |  |
| 20. | «Björskytten / Fu-polskan»    | 5:48     |  |